# Lantenne-Vertière
Lantenne-Vertière är en kommun i departementet Doubs i regionen Bourgogne-Franche-Comté i östra Frankrike. Kommunen ligger i kantonen Audeux som tillhör arrondissementet Besançon. År 2022 hade Lantenne-Vertière 545 invånare.

## Befolkningsutveckling
Antalet invånare i kommunen Lantenne-Vertière
Referens:INSEE